# Női 1 méteres műugrás a 2018-as úszó-Európa-bajnokságon
A 2018-as úszó-Európa-bajnokságon a műugrás női 1 méteres versenyszámának selejtezőjét augusztus 10-én délelőtt, a döntőjét pedig délután rendezték meg a Royal Commonwealth Poolban.

## Versenynaptár
Az időpontok helyi idő szerint olvashatóak (GMT +00:00).
| Dátum                       | Időpont | Forduló   |
| --------------------------- | ------- | --------- |
| 2018. augusztus 10., péntek | 09:30   | Selejtező |
| 2018. augusztus 10., péntek | 15:00   | Döntő     |

## Eredmény
Zölddel kiemelve a döntőbe jutottak
| #  | Versenyző           | Ország                   | Selejtező | Selejtező | Döntő   | Döntő  |
| #  | Versenyző           | Ország                   | Rangsor   | Pontok    | Rangsor | Pontok |
| -- | ------------------- | ------------------------ | --------- | --------- | ------- | ------ |
|    | Marija Poljakova    | Oroszország (RUS)        | 4         | 251,85    | 1       | 285,55 |
|    | Nagyezsda Bazsina   | Oroszország (RUS)        | 2         | 263,60    | 2       | 276,00 |
|    | Elena Bertocchi     | Olaszország (ITA)        | 3         | 258,20    | 3       | 271,25 |
| 4  | Tina Punzel         | Németország (GER)        | 1         | 273,70    | 4       | 254,10 |
| 5  | Viktorija Keszar    | Ukrajna (UKR)            | 10        | 230,50    | 5       | 245,40 |
| 6  | Hanna Piszmenszka   | Ukrajna (UKR)            | 7         | 241,60    | 6       | 237,85 |
| 7  | Kaja Skrzek         | Lengyelország (POL)      | 11        | 222,65    | 7       | 237,60 |
| 8  | Alena Khamulkina    | Fehéroroszország (BLR)   | 8         | 241,50    | 8       | 229,40 |
| 9  | Michelle Heimberg   | Svájc (SUI)              | 5         | 249,10    | 9       | 229,35 |
| 10 | Katherine Torrance  | Egyesült Királyság (GBR) | 12        | 217,35    | 10      | 228,90 |
| 11 | Louisa Stawczynski  | Németország (GER)        | 6         | 243,20    | 11      | 221,50 |
| 12 | Jessica Favre       | Svájc (SUI)              | 9         | 241,30    | 12      | 216,30 |
|    |                     |                          |           |           |         |        |
| 13 | Daniella Nero       | Svédország (SWE)         | 13        | 216,80    |         |        |
| 14 | Roosa Kanerva       | Finnország (FIN)         | 14        | 212,15    |         |        |
| 15 | Scarlett Mew Jensen | Egyesült Királyság (GBR) | 15        | 209,75    |         |        |
| 16 | Laura Bilotta       | Olaszország (ITA)        | 16        | 209,40    |         |        |
| 17 | Marcela Marić       | Horvátország (CRO)       | 17        | 206,80    |         |        |
| 18 | Indrė Girdauskaitė  | Litvánia (LTU)           | 18        | 197,75    |         |        |